# Hugonia serrata
Hugonia serrata är en linväxtart som beskrevs av Jean-Baptiste de Lamarck. Hugonia serrata ingår i släktet Hugonia och familjen linväxter. Inga underarter finns listade i Catalogue of Life.